# ديف وليامز (فنان)
ديف وليامز (بالإنجليزية: Dave Williams )‏ (و. 1972 – 2002 م) هو موسيقي، ومغني، ومنشد أمريكي، ولد في برينستون، تكساس، بدأ مشواره المهني سنة 1988، توفي في ماناساس، عن عمر يناهز 30 عاماً، بسبب مرض قلبي وعائي.

## روابط خارجية
- ديف وليامز على موقع ميوزك برينز (الإنجليزية)
- ديف وليامز على موقع أول ميوزيك (الإنجليزية)
- ديف وليامز على موقع ديسكوغز (الإنجليزية)